# 5.11战术
5.11战术（5.11 Tactical）是一家美国加利福尼亚州尔湾的户外、战术服装生产商，也经营自己的零售商店。“5.11”这个名字来源于優勝美地攀登難度等級中的最高攀岩难度级别。

## 历史
5.11由罗亚尔·罗宾斯在加利福尼亚州莫德斯托创建。他是一名攀岩爱好者，在優勝美地國家公園攀岩时发现自己的裤子不合适，因此决定设计更好的产品。他和妻子有一家名为罗亚尔·罗宾斯公司（Royal Robbins LLC）的靴子、服装公司，1968年开始生产“5.11”特种裤子。
1999年，罗宾斯将公司51%的股份卖给了丹·科斯塔（Dan Costa），丹·科斯塔对产品进行改良，5.11裤子开始受到匡提科的FBI学院的欢迎。他于2002年收购整个公司，2003年将罗亚尔·罗宾斯服装部门卖回给罗宾斯，保留了5.11品牌，并建立新公司。
2006年，它在《公司》的全美500家发展最快的公司名单中排名第211位。2007年，波士顿私募股权公司TA Associates以3.05亿美元收购了该公司多数股权。
2012年，公司收购西雅图的定制户外服装品牌Beyond Clothing LLC。同年，该公司宣布将研发部门转移到爾灣。
2014年，该公司进军零售业，并在里弗赛德和拉斯维加斯开设了试点门店，随后两年又在美国各州及国外开设分店。
2016年，公司被罗盘多元控股（Compass Diversified Holdings）以4.01亿美元的价格收购。